# Општина Куза Вода (Галац)
Куза Вода (рум. Cuza Vodă) општина је у Румунији у округу Галац.
Oпштина се налази на надморској висини од 35 m.

## Становништво

### Хронологија
| Година       | 2005 | 2006 | 2007 | 2008 | 2009 | 2010 | 2011 | 2012 | 2013 | 2014 | 2015 | 2016 | 2017 |
| ------------ | ---- | ---- | ---- | ---- | ---- | ---- | ---- | ---- | ---- | ---- | ---- | ---- | ---- |
| Становништво | 2676 | 2688 | 2823 | 2860 | 2865 | 2854 | 2865 | 2854 | 2853 | 2833 | 2827 | 2794 | 2745 |